# Tiếng Miến Điện
Tiếng Miến Điện, tiếng Miến hay tiếng Myanmar (မြန်မာဘာသာ, MLCTS: myanma bhasa, IPA: [mjəmà bàðà]) là ngôn ngữ chính thức của Myanmar. Dù Hiến pháp Myanmar cho rằng tên tiếng Anh chính thức của ngôn ngữ này là "Myanmar language", đa phần người nói tiếng Anh gọi ngôn ngữ này là "Burmese". Tính tới năm 2007, đây là ngôn ngữ thứ nhất của 34 triệu người, chủ yếu gồm người Miến và các dân tộc liên quan, và là ngôn ngữ thứ hai của 10 triệu người, gồm các dân tộc thiểu số khác ở Myanmar.
Tiếng Miến Điện là một ngôn ngữ thanh điệu, chủ yếu gồm các từ đơn âm tiết và có tính phân tích, với cấu trúc chủ–tân–động (SOV). Đây là một thành viên của nhóm ngôn ngữ Lô Lô-Miến thuộc ngữ hệ Hán-Tạng. Hệ chữ Miến, xuất phát từ hệ chữ Brāhmī, là hệ chữ viết được dùng để viết ngôn ngữ này.

## Phân loại
Tiếng Miến thuộc nhóm ngôn ngữ Miến của ngữ hệ Hán-Tạng. Tiếng Miến là ngôn ngữ phi Hán có đông người nói nhất hệ Hán-Tạng. Đây là ngôn ngữ Hán-Tạng thứ năm có chữ viết riêng, sau tiếng Hán, tiếng Pyu, tiếng Tạng và tiếng Tangut.

### Phương ngữ
Đa số người nói tiếng Miến sống ở vùng thung lũng sông Irrawaddy dùng một số phương ngữ tương tự nhau, còn những phương ngữ khác biệt hơn hiện diện ở vùng sâu vùng xa của đất nước. Điển hình cho những ngôn ngữ "lệch chuẩn" nhất là:
- Vùng Tanintharyi: Mergui (Myeik, Beik), Tavoyan (Dawei), và Palaw
- Vùng Magway: Yaw
- Bang Shan: Intha, Taungyo và Danu

Arakan (Rakhine) ở bang Rakhine và Marma ở Bangladesh thì tuỳ theo quan điểm mà được xem là phương ngữ tiếng Miến hay ngôn ngữ riêng.